# 布德-戈羅比伊夫西卡
49°34′2″N 31°21′11″E / 49.56722°N 31.35306°E
布德-霍羅比伊夫斯卡（烏克蘭語：Буда-Горобіївська）是位於烏克蘭中部的村莊，由切爾卡瑟州切爾卡瑟區的斯泰潘齊市鎮負責管轄。該村面積1.23平方公里，海拔高度122米，2001年人口147，人口密度每平方公里119.3人。